# الأجنحة العربية
الأجنحة العربية، هي شركة طيران مقرها في عمان، الأردن. تشغل خدمات ركاب طيران عارض في منطقة الخليج العربي والشرق الأوسط وجزء من أوروبا. أما مقرها الرئيسي فهو مطار عمان المدني في عمان.

## نبذة
تأسست شركة الأجنحة العربية عام 1975 وهي أول شركة للطائرات المستأجرة الخاصة في الشرق الأوسط. اتخذت الأجنحة العربية مكانتها كشركة رائدة إقليمية في مجال السلامة والجودة وخدمة العملاء بين نظيراتها. وتشمل خدماتها اليوم خدمة الإسعاف الجوي وإدارة الطائرات والطائرات المخصصة للبعثات الخاصة ومركز صيانة طائرات معتمد.
الأجنحة العربية شركة معتمدة لتشغيل خدمات المناولة من جميع المطارات في الأردن. عام 2010، منحت شركة أجنحة الخليج وهي شركة شقيقة للأجنحة العربية شهادة تشغيل طائرة (AOC) في دولة الإمارات العربية المتحدة. وقد أضاف هذا إلى المجموعة مرونة في معاملاتها والخدمات المقدمة لعملائها.
الأجنحة العربية وأجنحة الخليج مملوكتان لمجموعة الأجنحة الدولية (IWG) والتي تملكها أكاديمية طيران الملكية الأردنية (www.royalflight.com) وكلية الملكة نور التقنية (www.qnac.edu.jo)

## الأسطول
تشغّل مجموعة الأجنحة الدولية الطائرات التالية (كما في تموز 2015):
- 3 بومباردييه تشالنجر 604
- 2 بومباردييه تشالنجر 605
- 1 بيتشكرافت سوبر كينغ إير
- 3 هوكر 800 إكس بي
- 1 بومباردييه غلوبال 5000
- 1 سيسناسايتيشن +XLS
- 1 غلف ستريم G450
- 1 امبراير ليجاسي 650
- 2 بومباردييه سي آر جيه 200

## روابط خارجية
- الموقع الرسمي
- http://www.flightglobal.com/news/articles/ebace-arab-wings-offers-peek-inside-bombardier-global-5000-371892/
- http://www.flightglobal.com/news/articles/ebace-jordans-arab-wings-plans-new-mro-operation-356805/
- http://www.flightglobal.com/news/articles/meba-arab-wings-looks-to-the-future-with-new-legacy-650-350692/
- http://www.ameinfo.com/178865.html